# Oldsmobile Aurora

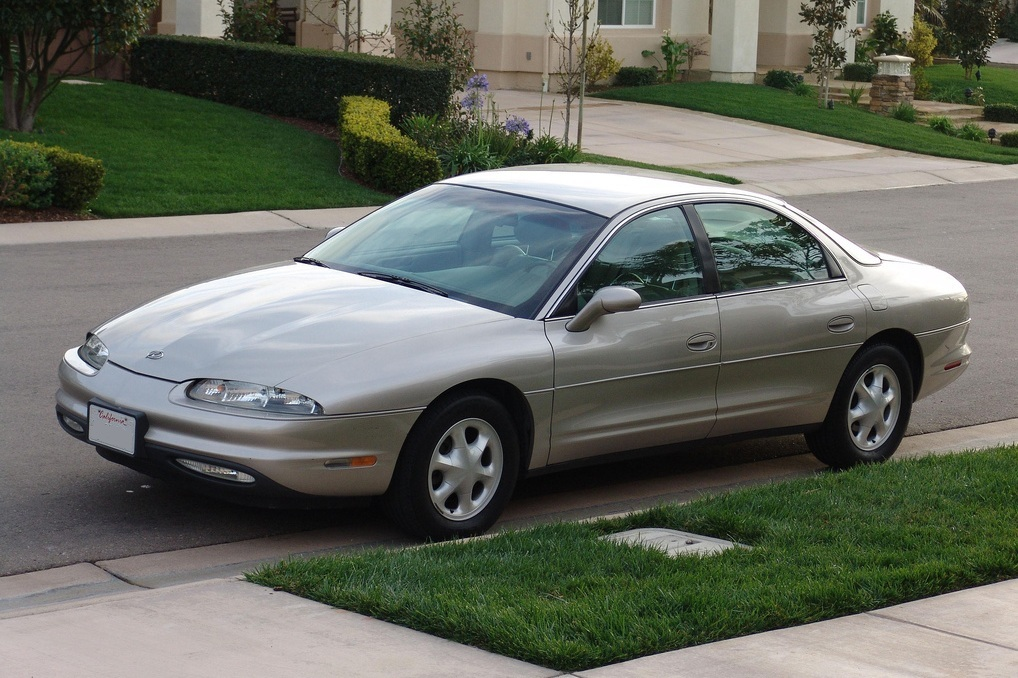

 (octobre 2017).
Si vous disposez d'ouvrages ou d'articles de référence ou si vous connaissez des sites web de qualité traitant du thème abordé ici, merci de compléter l'article en donnant les références utiles à sa vérifiabilité et en les liant à la section « Notes et références ».
L'Oldsmobile Aurora est une berline sport de luxe de taille moyenne fabriquée par Oldsmobile de 1994 à 2003 à partir du concept-car Cadillac Aurora. L'Aurora roule sur la même plate-forme G de chez Cadillac que la Buick Riviera à deux portes.
L'Aurora est devenue la berline sportive haut de gamme Oldsmobile, tractée par un V8 de 4,0 L à quatre soupapes et 32 soupapes, qui a supplanté le coupé Oldsmobile Toronado et, éventuellement, l'Oldsmobile 98 dans la gamme. L'Aurora a offert à la fois une version V8 et une version V6 en 2001 et 2002, mais est revenue à V8 seulement en 2003. Il est équipé d'une transmission automatique à quatre vitesses avec changement d'algorithme de performance. Aucune transmission manuelle n'a jamais été offerte sur l'Aurora.